# Stichophthalma neumogeni
Stichophthalma neumogeni är en fjärilsart som beskrevs av John Henry Leech 1892. Stichophthalma neumogeni ingår i släktet Stichophthalma och familjen praktfjärilar. Inga underarter finns listade i Catalogue of Life.

## Bildgalleri

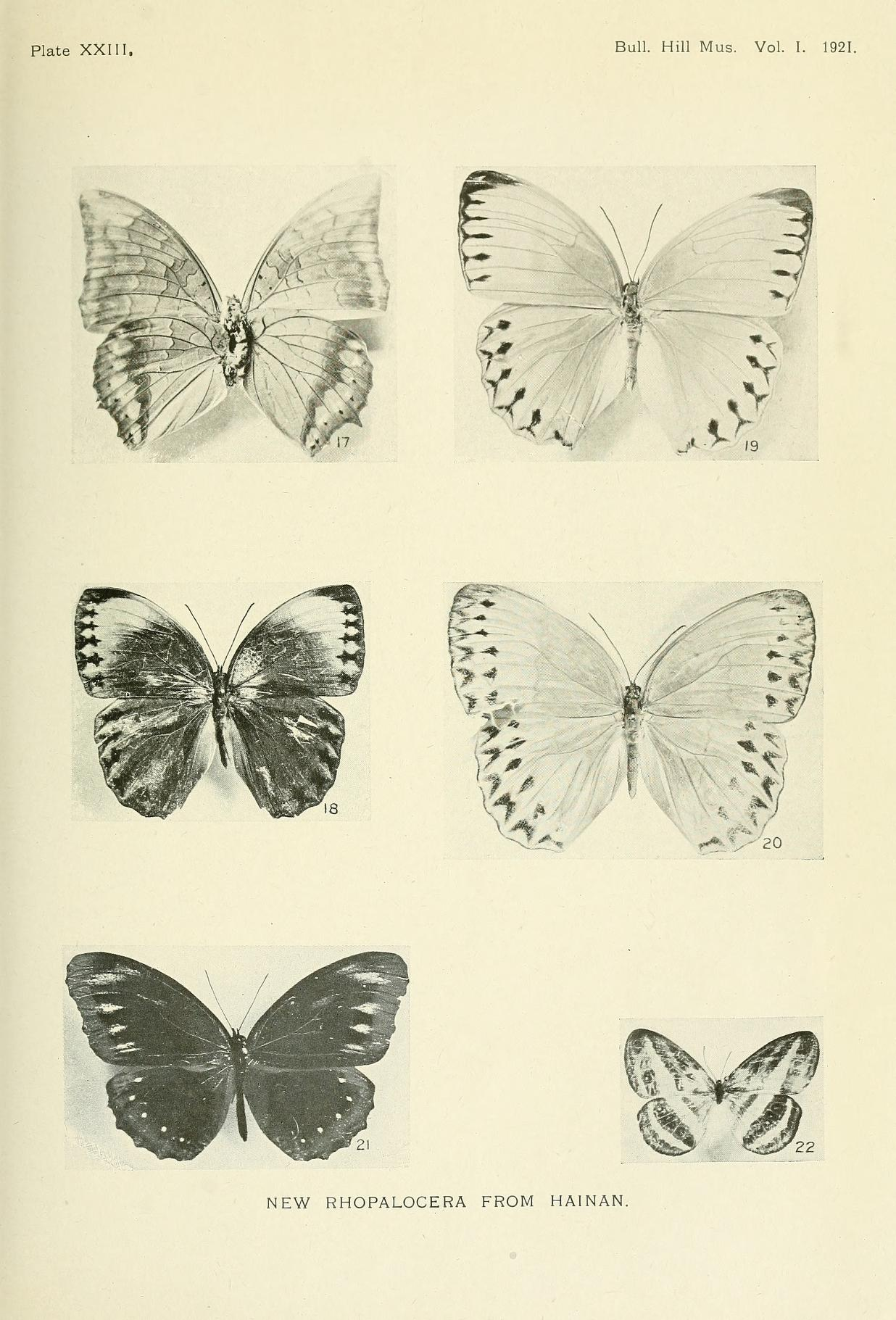